# TVR Vixen
TVR Vixen – sportowy samochód osobowy produkowany przez brytyjską firmę TVR w latach 1967–1972. Dostępny jako 2-drzwiowe coupé. Następca modelu Grantura. Do napędu użyto silnika R4 o pojemności 1,6 litra. Moc przenoszona była na oś tylną poprzez 4-biegową manualną skrzynię biegów. Samochód został zastąpiony przez TVR M Series.

## Warianty
Seria Vixen 1 została wprowadzona w 1967 roku jako ewolucja wycofanego modelu 1800S. Chociaż korzystała z tego samego podwozia co poprzedni samochód, znaczącą zmianą było zastosowanie silnika Ford Kent o pojemności 1599 cm3 (takiego jak w Fordzie Cortina GT), rozwijającego moc 88 KM.
Zmiana silnika była konieczna ze względu na problemy, jakie TVR miała z dostawami silników MG, a także w celu obniżenia ceny samochodu. Aby wykorzystać pozostałe zapasy, pierwszych dwanaście zbudowanych Vixenów otrzymało silnik MGB.
Nadwozie również zostało nieco zmienione, a maska miała szeroki, płaski wlot powietrza. Tył samochodu wyposażony w okrągłe lampy Cortina Mark I.

## Dane techniczne

### Silnik
- R4 1,6 l (1599 cm³), 2 zawory na cylinder, OHV
- Układ zasilania: gaźnik Weber
- Średnica cylindra × skok tłoka: 81,00 mm × 77,60 mm
- Stopień sprężania: 9,0:1
- Moc maksymalna: 89 KM (66 kW) przy 5400 obr./min
- Maksymalny moment obrotowy: 130 N•m przy 3600 obr./min

### Osiągi
- Przyspieszenie 0-80 km/h: 7,4 s
- Przyspieszenie 0-100 km/h: 10,5 s
- Przyspieszenie 0-160 km/h: 41,7 s
- Czas przejazdu pierwszych 400 m: 17,2 s
- Czas przejazdu pierwszego kilometra: 32,4 s
- Prędkość maksymalna: 175 km/h